# Artenay
Artenay is een gemeente in het Franse departement Loiret (regio Centre-Val de Loire) en telt 1866 inwoners (2004). De oppervlakte bedraagt 20,5 km², de bevolkingsdichtheid is 91,0 inwoners per km². In de gemeente ligt spoorwegstation Artenay.
De onderstaande kaart toont de ligging van Artenay met de belangrijkste infrastructuur en aangrenzende gemeenten.

## Demografie
Onderstaande figuur toont het verloop van het inwoneraantal van Artenay vanaf 1962.
Bron: Frans bureau voor statistiek. Cijfers inwoneraantal volgens de definitie population sans doubles comptes (zie de gehanteerde definities)
1. ↑  Populations de référence 2022.